# ベニヤミン族
ベニヤミン族は、ベニヤミンを祖とするとされる古代イスラエルの部族である。
ヘブライ語で「ヤーミーン」が「南」を意味するところから、この部族と南との関連性を指摘する学説がある。

## 歴史
創世記46章21節には、ベニヤミン族の10名が登場する。その他、部族の系図が民数記26章38節-41節、第一歴代誌7章6節-12節、8章1節-40節に記録されている。
出エジプト後のカナンの定住の時の相続地は、ユダ族とヨセフ族の間にあった。東の境界線はヨルダン川で、西はダン族、北はエフライム族、南はユダ族の境界線に接する細長い地域である。
士師記では、あるレビ人のそばめが、ベニヤミン族に乱暴され殺害されたことが発端になり、ベニヤミン族が全イスラエルの征伐の対象になった。ベニヤミン族は戦に敗れて民族滅亡の危機に陥った。
ペリシテ人の圧迫からイスラエルを助け出したサウル王はベニヤミン族であった。西部のギブオン、ケティラ、ベエロテ、キルヤテ、エアリムはサウル時代まで先住民が占拠していた。サウルが戦死して、後継者のイシュ・ボシェテも暗殺されると、ユダ族のダビデが王位についたが、ダビデを支持したベニヤミン族もあった。エブス人に占拠されていたエルサレムはダビデの攻略によってベニヤミン族の支配下になった。
ソロモン王は、ベニヤミン族を行政区の一つに入れた。ヤロブアム1世の時代には、ベテルとベニヤミン部族領の東部が王の支配下にあった。領内にはエリコがあったが、アハブ王時代に、ベテル人ヒエルが再建した。後に、ユダ族とベニヤミン族は統合されていった。

## 主なベニヤミン族の人物
- エフド
- サウル
- エステル
- パウロ